# Walter Lewin

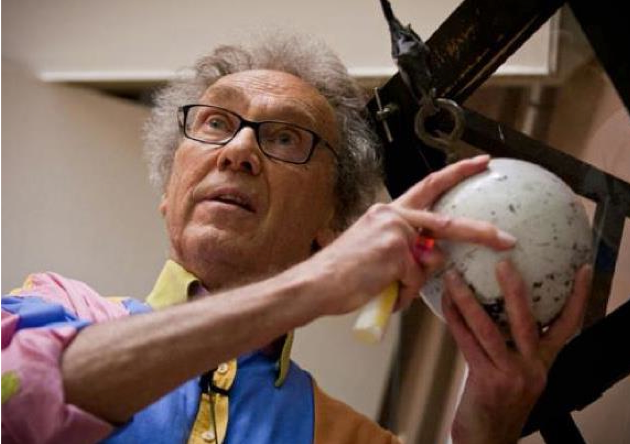
Walter Lewin bei einer Vorlesung (2011)

Walter Hendrik Gustav Lewin (* 29. Januar 1936) ist ein niederländischer Physiker und war emeritierter Professor am Massachusetts Institute of Technology (MIT), bevor sich das MIT von ihm trennte (s. u.).

## Werdegang
Lewin erwarb 1965 einen Doktor in Kernphysik an der TU Delft. Direkt im Anschluss ging er als Post-Doktorand ans MIT, um astronomische Röntgenstrahlung zu erforschen, wobei er sich auf dem Gebiet der Röntgenastronomie einen Namen machte.
Besondere Bekanntheit erhielt Lewin durch seine anschaulichen Physikvorlesungen. Viele davon wurden über Jahre im US-amerikanischen Fernsehen ausgestrahlt. Über MIT OpenCourseWare konnte man bis zur Trennung des MIT von Lewin (siehe unten) kostenlos Videoaufzeichnungen der Vorlesungen über Newtonsche Mechanik, Elektrizität und Magnetismus, und Schwingungen und Wellen abrufen. Neben der inhaltlichen Qualität seiner Vorlesungen hat auch sein persönlicher Stil an der Tafel große Aufmerksamkeit und Bewunderung gefunden. Videos über seine Perfektion im Ziehen punktierter Linien wurden millionenfach angesehen. Er nutzt dabei die Vibration, die entsteht, wenn man die Kreide auf eine bestimmte Weise hält und in einem bestimmten Winkel über die Tafel führt.
Im Jahr 2009 emeritierte Lewin aus dem Lehrkörper des MIT. Seitdem unterrichtete er nicht mehr dort, sondern arbeitete an MOOCs, die auf Video-Mitschnitten seiner Vorlesungen beruhten. Lewin betreibt einen YouTube-Kanal, wo er alte Vorlesungen und regelmäßig wissenschaftliche Problemschnipsel veröffentlicht.

## Trennung vom MIT
Im Dezember 2014 wurde ihm der Ehrentitel „Emeritus“ von der Universität aberkannt, nachdem eine Untersuchung des MIT ergeben hatte, dass mehrere weibliche Studenten von unstandesgemäßem Verhalten seitens Lewin betroffen waren. Diese Untersuchung wurde von der Beschwerde einer erwachsenen MOOC-Studentin aus Europa angestoßen, die sich im Laufe des Sommers 2014 zu Rollenspielen mit dem knapp 80-jährigen über Online-Medien genötigt fühlte, und die sich über anzügliche Bemerkungen und den Austausch von Bildern mit eindeutig sexuellem Inhalt beklagte. Das MIT maß Lewins ungebührlichem Verhalten dabei besonders große Bedeutung zu, weil dieses, unter Verletzung eines expliziten MIT-Codex, im Zusammenhang mit einem MOOC unter Federführung des MIT erfolgte. Lewin hat sich öffentlich nicht zu den Vorwürfen geäußert.

## Veröffentlichungen
- zusammen mit Warren Goldstein: For the Love of Physics. Simon & Schuster, New York City 2011. ISBN 978-1-439-10827-7.
  - deutsch: Es funktioniert. Vom Vergnügen, endlich Physik zu verstehen. Aus dem Englischen übersetzt von Helmut Reuter. Knaus Verlag, München 2011. ISBN 978-3-813-50453-8.